# 飯島良男
飯島 良男（いいじま よしお、1924年 - 1998年11月8日）は、日本の実業家、ヤマザキナビスコ株式会社（現・ヤマザキビスケット）元代表取締役社長、山崎製パン株式会社元常務取締役。別名、飯島秀浩（いいじま ひでひろ）。

## 人物・経歴
1924年生まれ。山崎製パン創業者の飯島藤十郎の末弟。立教大学卒業。
1951年、山崎製パンに入社。1956年山崎製パン取締役、1969年山崎製パン常務に就任。
1970年、山崎製パンが総合商社ニチメン（現・双日）の仲介によって、アメリカの製菓会社のナビスコとの合弁会社としてヤマザキナビスコ株式会社（現・ヤマザキビスケット株式会社）を設立し、同社代表取締役社長に就任。
1971年、山崎製パン監査役。スーパーヤマザキ代表取締役副社長も歴任し、スーパーヤマザキグループの発展に貢献をした。